# Gérard Bergeron
Pour les articles homonymes, voir Bergeron.
Gérard Bergeron est un politologue québécois  né le 31 janvier 1922 et décédé le 16 août 2002.

## Biographie
Gérard Bergeron fut journaliste et éditorialiste au Devoir. Il signe plus de 400 articles pour Le Devoir et la revue Maclean.

## Honneurs
- 1966 : Prix Sciences humaines des Concours littéraires et scientifiques de la province de Québec
- 1968 : Prix Montcalm du Syndicat des journalistes et écrivains de France
- 1971 : Bourse Killam
- 1972 : Membre de l'Académie des sciences morales et politiques de Montréal
- 1982 : Membre d'honneur de l'Union des écrivains québécois[3],[4]
- 1985 : Prix Marcel-Vincent
- 1989 : Prix Léon-Gérin
- 1990 : Prix du Gouverneur général

## Hommages
La rue Gérard-Bergeron a été nommée en son honneur, en 1960, dans l'ancienne ville de Duberger, maintenant dans la ville de Québec.